# Godspeed on the Devil's Thunder
Godspeed on the Devil's Thunder é o oitavo álbum de estúdio da banda Cradle of Filth. A banda é formada por Dani Filth (voz), Paul Allender (guitarra), Dave Pybus (baixo), Martin Škaroupka (bateria) e Mark Newby-Robson (teclado).
É um álbum conceitual, baseado na vida de Gilles de Rais, nobre francês, que lutou ao lado de Joana d'Arc contra os ingleses, mas não ficou na história como herói, tornando-se conhecido por ser um serial killer, aspirante a alquimista, e acusado de, entre outros crimes, heresia, sequestro, de ter matado centenas de garotos e ter envolvimento com o demônio.
A banda traz nesse álbum traz muitas de suas marcas registradas: clima sombrio, o típico vocal de Dani Filth, às vezes agudo e desesperado, outras vezes grave e soturno; bateria e guitarra brutais, como na faixa título, outras vezes mais cadenciadas e melódicas, como em "Ten Leagues Beneath Contempt"; e as orquestrações pomposas, que dão ao álbum todo um clima especial de trilha sonora de filme de terror dos anos 70. Em algumas músicas a influência do metal oitentista se faz mais presente, como em "The Death of Love" e "Honey and Sulphur". Na música "Darkness Incarnate", ouve-se uma menina cantando algumas passagens da música e dando uma gargalhada. A Menina é Luna Scarlett Davey, filha de Dani Filth. Ele teve de fazer cócegas nela para que a risada dela parecesse real.

## Faixas

### Versão original
1. "In Grandeur and Frankincense Devilment Stirs" – 2:27
2. "Shat Out of Hell" – 5:03
3. "The Death of Love" – 7:13
4. "The 13th Caesar" – 5:35
5. "Tiffauges" – 2:14
6. "Tragic Kingdom" – 5:59
7. "Sweetest Maleficia" – 5:59
8. "Honey and Sulphur" – 5:37
9. "Midnight Shadows Crawl to Darken Counsel with Life" – 8:58
10. "Darkness Incarnate" – 8:55
11. "Ten Leagues Beneath Contempt" – 4:58
12. "Godspeed on the Devil's Thunder" – 5:36
13. "Corpseflower" – 2:41

### Edição especial cd bônus
1. "Balsamic and Anathema" – 6:05
2. "A Thousand Hands on the Maid of Ruin" (Instrumental) – 8:04
3. "Into the Crypt of Rays" (Celtic Frost cover) – 4:10
4. "Devil to the Metal" – 6:18
5. "Courting Baphomet" – 5:17
6. "The Love of Death" (Remix) – 5:13
7. "The Death of Love" (Demo) – 7:16
8. "The 13th Caesar" (Demo) – 5:27
9. "Dirge Inferno" (Live) – 6:45
10. "Dusk and Her Embrace" (Live) – 5:46

- Todas as músicas escritas por Paul Allender, Mark Newby-Robson e Cradle of Filth
- Conceitos e letras por Dani Filth

## Créditos
- Dani Filth – vocais
- Paul Allender – guitarra
- Dave Pybus – baixo
- Martin Škaroupka – bateria
- Mark Newby-Robson – teclados
- Doug Bradley –  narração principal
- Carolyn Gretton - vocais femininos principais
- Sarah Jezebel Deva – vocal de apoio
- Luna Scarlett Davey - narrações de criança
- Charles Hedger – guitarra ao vivo
- Rosie Smith - teclado ao vivo

## Charts
| Year | Chart                             | Position |
| ---- | --------------------------------- | -------- |
| 2008 | Finnish Albums Chart              | 24       |
| 2008 | German Albums Chart               | 37       |
| 2008 | Australian Albums Chart           | 46       |
| 2008 | Billboard 200 (USA)               | 48       |
| 2008 | Swedish Albums Chart              | 49       |
| 2008 | Ultratop Belgian Chart (Wallonia) | 50       |
| 2008 | Austrian Albums Chart             | 53       |
| 2008 | GfK Dutch Chart                   | 53       |
| 2008 | Ultratop Belgian Chart (Flanders) | 55       |
| 2008 | Swiss Albums Chart                | 56       |
| 2008 | French Albums Chart               | 64       |
| 2008 | UK Albums Chart                   | 73       |
| 2008 | Oricon Japanese Albums Chart      | 143      |